# Georges Clemenceau
Georges Benjamin Clemenceau (phát âm tiếng Việt như là clê-măng-xô, sinh ngày 28 tháng 9 năm 1841 – 24 tháng 11 năm 1929) là một chính trị gia người Pháp, cũng là một nhà vật lý, nhà báo. Clemenceau từng giữ vị trí Thủ tướng Pháp trong khoảng thời gian 1906-1909 và 1917-1920, là người đã đưa nước Pháp đến thắng lợi trong Chiến tranh thế giới thứ nhất. Cuối Chiến tranh thế giới thứ nhất, Clemenceau là người đứng đầu phái đoàn Pháp, một trong những tiếng nói chính trong Hòa ước Versailles. Ông còn thường được gọi bằng biệt danh Le Tigre (Con hổ) hay Le Père-la-Victoire (Người cha chiến thắng). Georges Clemenceau cũng từng là thành viên của Hàn lâm viện Pháp.